# Chupacabra

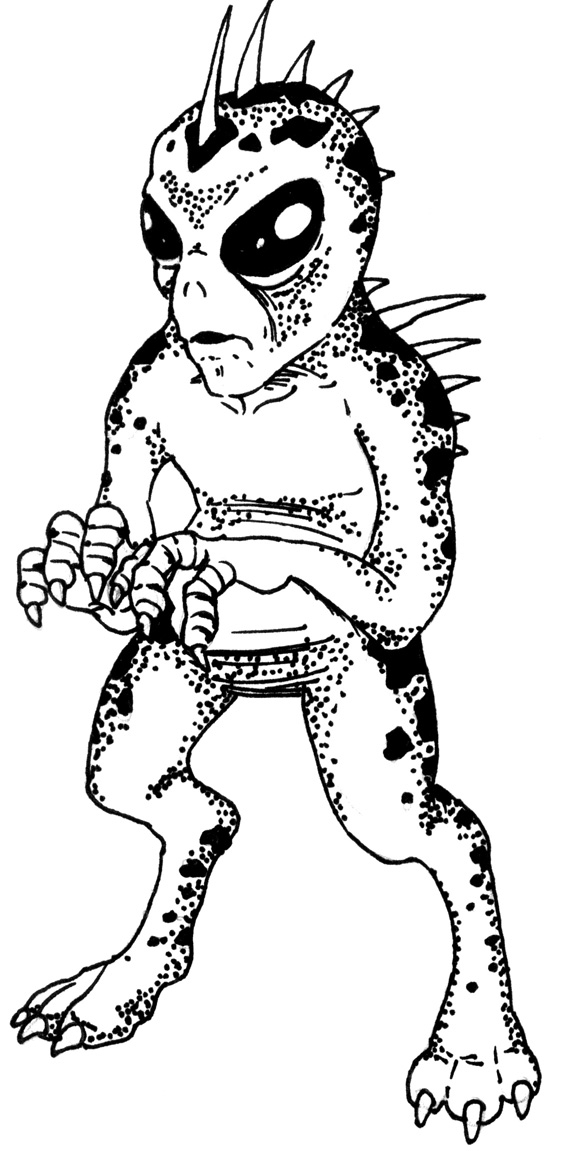
Egyes elképzelések szerint a chupacabra így néz ki

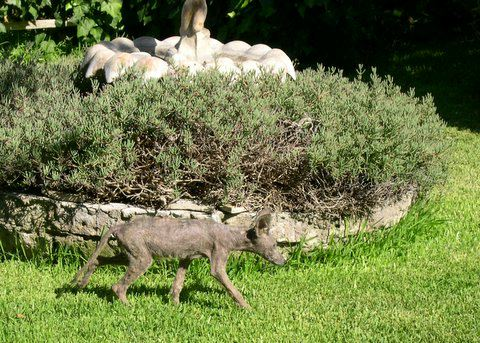
Szakértők szerint laikusok az ilyen, rühösség miatt megkopaszodott prérifarkasokat nézik a chupacabrának

A chupacabra (fonetikusan: tʃupaˈkaβɾa) vagy chupacabras (tʃupaˈkaβɾas) állítólag Amerika egyes tájain élő mitikus lény.

## Története
Ezidáig Puerto Ricóban (ahonnan először jelentették 1987-ben), Mexikóban és az Egyesült Államokban, elsősorban Latin-Amerikában látták. A név, amely a spanyol cabra chupar („kecskeszívó”) kifejezés összevonása, abból a gyakran jelentett szokásából ered, hogy háziállatokat, gyakran kecskéket támad meg és a vérüket szívja. Sokan sokféleképpen írták le a külsejét. Több állítólagos megfigyelő szerint röpképesek. Bár vannak, akiket komolyan foglalkoztat a létezése, a szakértők szerint a chupacabra csupán szóbeszéd.
Igen gyakran előfordult, hogy rühösségtől szenvedő kutyaféléket (prérifarkasokat) néztek chupacabrának: az állatok a betegség következtében elvesztették a szőrzetüket, bőrük szürkés, ráncos lett, távolról nézve pikkelyesnek tűnt. Az egyik, gyakran emlegetett leírás a chupacabra a külsejéről is nagyon hasonlít ehhez a megjelenéshez, s ezek az állatok is képesek lehetnek pl. kecskék zsákmányolására.
A Texas állambeli DeWitt megye seriffjének a helyettese 2008 nyarán autójával egy számára addig sosem látott, farkasszerű állatot pillantott meg, amelyet szolgálati gépjárművével követni kezdett és le is filmezte. Az állat szőrtelen volt, hosszú orral és két előre ágaskodó agyarral. Az eset a figyelem középpontjába került világszerte és többen úgy vélték, hogy a chupacabrát létezését igazoló bizonyíték került elő, ám sokkal valószínűbb, hogy egy rüh miatt szőrtelenedett, beteg prérifarkas látható a videón. DeWitt megyéből később is jelentették, hogy chupacabra-tetemeket találtak volna, ám rendre kiderült, hogy rühtől elhullott prérifarkasokról van szó.
Egy könyvben is szerepel néhányszor (az Első enciklopédiám sorozatban). Legtöbbször gyíkszerű lényként ábrázolják.

## Chupacabra a tévében
- A Scooby-Doo rajzfilmsorozat egyik filmjében Nagylábként van benne,
- A lény felbukkan a Dexter laboratóriuma című rajzfilmben, mint Dexter egyik szörny teremtménye, név szerint Charlie, ami elszökött. Dexter Dél-Amerikában talál rá újra.
- A Maya és Miguel című mesesorozatban (Minimax) szerepel egy részben, de nem mutatják, csak a gyerekeknek mesélnek róla.
- A Tumak című képregényben említést tesznek róla, valamint az X-akták és a Scooby Doo című tv-sorozatokban a témának szenteltek 1-1 epizódot.
- A Negima?! c. animében "chupa klubot" szerveznek, ami a lénnyel foglalkozik.
- A Red Dead Redemption: Undead Nightmare című játékban feltűnik, ahol egy patkányhoz hasonlít.
- A The Walking Dead című sorozat 2. évad 5. részének címe Chupacabra. Daryl Dixon azt mondja, hogy látott egyet régebben, amikor eltévedt az erdőben. (Valószínűleg hallucinogén gomba hatása alatt volt, amikor ez történt.)
- Az Ozone Network Lény-akták című sorozatában is beszéltek róla : https://web.archive.org/web/20121012223931/http://ozonenetwork.hu/ozonenetwork/dokumentumfilm/20120221-ozonenetwork-musor-lenyaktak.html
- A Csizmás, a kandúr című animációs filmben "El Chupacabra"-nak szólítják a menekülő macskát
- A Generátor Rex című tévésorozat 2. évadjának 8. részében (A helyőrség) szerepel a Chupacabra, aki halálos méreggel fertőzi meg Rexet és a Zöld Ököl két tagját. Azonban a végén kiderül, hogy a Chupacabra nem EVO, Rex elengedi Dr. Holiday pedig egy mintából elkészíti az ellenszert, így mindnyájan megmenekülnek. Disznószerű, agyaras lényként van ábrázolva.
- A chupacabra említést kap a Dr. Csont c. sorozatban is (6. évad, 18. rész). Egy gyilkosság "gyanúsítottjaként" jelenik meg a lény.
- A chupacabra feltűnik az NBC csatorna nagy sikerű sorozatában, az X-Akták 4. évadának 11. Chupacabra című epizódjában.
- A chupacabrát a Phineas and Ferb (Finiesz és Förb)-ben is feltűnik.
- A Grimm című sorozatban is szerepel, a 4. évad 8. részében. Ez az epizód címe is.
- Az Odaát (Supernatural) című sorozatban is megemlítik, mint természetfeletti lényt. (2. évad 3. része)
- A Chupacabra - Potyautas a halál (Chuapacabra Terror, 2005,) című filmben egy szállodahajó utasait tartja rettegésben
- A Victor és Valentino című rajzfilmsorozatban is felbukkan egy rész erejéig, amelyben képes beszélni, illetve megcáfolja azt, hogy vérszívó fenevad lenne, röviden csak "Chupa"-nak hívja magát.
- Az X-akták c. amerikai tv sorozat az El Mundo Gira c. epizódja foglalkozik a Chupacabra-legendával.